# Coupe du monde de cyclisme sur piste 2000
Navigation
Coupe du monde 1999 Coupe du monde 2001
La Coupe du monde de cyclisme sur piste 2000 est une compétition de cyclisme sur piste organisée par l'Union cycliste internationale. La saison a débuté le 19 mai et s'est terminée le 13 août 2000. Cette huitième édition se composait de 5 manches.

## Classement par nations
| #  | Pays/Équipe      | Mos | Cal | Mex | Tur | Ipo | Points |
| -- | ---------------- | --- | --- | --- | --- | --- | ------ |
| 1  | France           | 101 | -   | -   | 68  | 60  | 365    |
| 2  | Italie           | 43  | -   | -   | 71  | 31  | 277    |
| 3  | Allemagne        | 62  | -   | -   | 65  | 45  | 250    |
| 4  | Australie        | 5   | -   | -   | 7   | 10  | 225    |
| 5  | États-Unis       | 16  | -   | -   | 4   | 14  | 180    |
| 6  | Russie           | 84  | -   | -   | 60  | 24  | 168    |
| 7  | Nouvelle-Zélande | 0   | -   | -   | 18  | 65  | 159    |
| 8  | Pays-Bas         | 19  | -   | -   | 30  | 10  | 138    |
| 9  | Espagne          | 44  | -   | -   | 28  | 0   | 125    |
| 10 | Royaume-Uni      | 32  | -   | -   | 39  | 36  | 122    |

## Hommes

### Keirin

#### Résultats
| Date            | Lieu   | Vainqueur       | 2e                      | 3e               |
| --------------- | ------ | --------------- | ----------------------- | ---------------- |
| 21 mai 2000     | Moscou | Jan van Eijden  | Pavel Buráň             | Ainārs Ķiksis    |
| 28 mai 2000     | Cali   | Ivan Vrba       | Darryn Hill             | Roberto Chiappa  |
| 18 juin 2000    | Mexico | Roberto Chiappa | Eyk Pokorny             | Jobie Dajka      |
| 16 juillet 2000 | Turin  | Ainārs Ķiksis   | José Antonio Villanueva | Mickaël Bourgain |
| 13 août 2000    | Ipoh   | Annulée         |                         |                  |

#### Classement
| Pos. | Cycliste         | Mos | Cal | Mex | Tur | Ipo | Pts |
| 1.   | Roberto Chiappa  | 6   | 8   | 12  | -   | -   | 26  |
| 2.   | Ainārs Ķiksis    | 8   | -   | -   | 12  | -   | 20  |
| 3.   | Mickaël Bourgain | 3   | -   | 5   | 8   | -   | 16  |
| 4.   | Pavel Buráň      | 10  | -   | -   | 5   | -   | 15  |
| 5.   | Jan van Eijden   | 12  | -   | -   | -   | -   | 12  |
| -    | Ivan Vrba        | -   | 12  | -   | -   | -   | 12  |

### Kilomètre

#### Résultats
| Date            | Lieu   | Vainqueur          | 2e                    | 3e                |
| --------------- | ------ | ------------------ | --------------------- | ----------------- |
| 21 mai 2000     | Moscou | Hervé Robert Thuet | José Antonio Escuredo | Jason Queally     |
| 28 mai 2000     | Cali   | Arnaud Dublé       | Shane Kelly           | Garen Bloch       |
| 18 juin 2000    | Mexico | Arnaud Tournant    | Ben Kersten           | Grzegorz Krejner  |
| 16 juillet 2000 | Turin  | Stefan Nimke       | Grzegorz Krejner      | Andriy Vynokourov |
| 13 août 2000    | Ipoh   | Arnaud Dublé       | Teun Mulder           | Matthew Sinton    |

#### Classement
| Pos. | Cycliste           | Mos | Cal | Mex | Tur | Ipo | Pts |
| 1.   | Arnaud Dublé       | -   | 12  | -   | -   | 12  | 24  |
| 2.   | Grzegorz Krejner   | 6   | -   | 8   | 10  | -   | 24  |
| 3.   | Teun Mulder        | 5   | -   | 5   | -   | 10  | 20  |
| 4.   | Matthew Sinton     | -   | 6   | -   | -   | 8   | 14  |
| 5.   | Stefan Nimke       | -   | -   | -   | 12  | -   | 12  |
| -    | Hervé Robert Thuet | 12  | -   | -   | -   | -   | 12  |
| -    | Arnaud Tournant    | -   | -   | 12  | -   | -   | 12  |

### Vitesse individuelle

#### Résultats
| Date            | Lieu   | Vainqueur        | 2e                 | 3e               |
| --------------- | ------ | ---------------- | ------------------ | ---------------- |
| 21 mai 2000     | Moscou | Laurent Gané     | Roberto Chiappa    | Jan van Eijden   |
| 28 mai 2000     | Cali   | Martin Nothstein | Vincent Le Quellec | Florian Rousseau |
| 18 juin 2000    | Mexico | Eyk Pokorny      | Mickaël Bourgain   | Viesturs Berzins |
| 16 juillet 2000 | Turin  | Ainārs Ķiksis    | Matthias John      | Viesturs Berzins |
| 13 août 2000    | Ipoh   | Mickaël Bourgain | Matthias John      | Anthony Peden    |

#### Classement
| Pos. | Cycliste         | Mos | Cal | Mex | Tur | Ipo | Pts |
| 1.   | Mickaël Bourgain | 5   | -   | 10  | 4   | 12  | 31  |
| 2.   | Matthias John    | -   | -   | 3   | 10  | 10  | 23  |
| 3.   | Viesturs Berzins | 6   | -   | 8   | 8   | -   | 22  |
| 4.   | Eyk Pokorny      | -   | -   | 12  | -   | 7   | 19  |
| 5.   | Ainārs Ķiksis    | 1   | -   | 6   | 12  | -   | 19  |

### Vitesse par équipes

#### Résultats
| Date            | Lieu   | Vainqueur                                                            | 2e                                                      | 3e                                                              |
| --------------- | ------ | -------------------------------------------------------------------- | ------------------------------------------------------- | --------------------------------------------------------------- |
| 21 mai 2000     | Moscou | Espagne Salvador Melià José Antonio Villanueva José Antonio Escuredo | Royaume-Uni Chris Hoy Jason Queally Craig MacLean       | Lettonie Ivo Lakučs Ainārs Ķiksis Viesturs Berzins              |
| 28 mai 2000     | Cali   | Espagne Salvador Melià José Antonio Villanueva José Antonio Escuredo | France Arnaud Dublé Vincent Le Quellec Florian Rousseau | Grèce George Chimonetos Dimitris Georgalis Labros Vassilopoulos |
| 18 juin 2000    | Mexico | France Arnaud Dublé Arnaud Tournant Mickaël Bourgain                 | Allemagne Carsten Bergemann Eyk Pokorny Matthias John   | Lettonie Ivo Lakučs Ainārs Ķiksis Viesturs Berzins              |
| 16 juillet 2000 | Turin  | Pologne Grzegorz Krejner Konrad Czajkowski Marcin Mientki            | Allemagne Stefan Nimke René Wolff Matthias John         | Royaume-Uni Chris Hoy Jason Queally Neil Campbell               |
| 13 août 2000    | Ipoh   | France Jérôme Hubschwerlin Arnaud Dublé Mickaël Bourgain             | Japon Takahiro Arai Akihiro Isezaki Yuish Sasaki        | Nouvelle-Zélande Timothy Carswell Anthony Peden Matthew Sinton  |

#### Classement
| Pos. | Cycliste  | Mos | Cal | Mex | Tur | Ipo | Pts |
| 1.   | France    | 4   | 10  | 12  | -   | 12  | 38  |
| 2.   | Espagne   | 12  | 12  | -   | -   | -   | 24  |
| 3.   | Japon     | 7   | 2   | -   | 2   | 10  | 21  |
| 4.   | Lettonie  | 8   | -   | 8   | 5   | -   | 21  |
| 5.   | Allemagne | -   | -   | 10  | 10  | -   | 20  |

### Poursuite individuelle

#### Résultats
| Date            | Lieu   | Vainqueur       | 2e                | 3e                 |
| --------------- | ------ | --------------- | ----------------- | ------------------ |
| 21 mai 2000     | Moscou | Jens Lehmann    | Francis Moreau    | Alexei Markov      |
| 28 mai 2000     | Cali   | Dylan Casey     | Gary Anderson     | Robert Slippens    |
| 18 juin 2000    | Mexico | Stefan Steinweg | Andrea Collinelli | Philippe Ermenault |
| 16 juillet 2000 | Turin  | Sergiy Matveyev | Mauro Trentini    | Robert Karsnicki   |
| 13 août 2000    | Ipoh   | Ondřej Sosenka  | Robert Karsnicki  | Gary Anderson      |

#### Classement
| Pos. | Cycliste           | Mos | Cal | Mex | Tur | Ipo | Pts |
| 1.   | Robert Karsnicki   | 3   | -   | -   | 8   | 10  | 21  |
| 2.   | Ondřej Sosenka     | 7   | -   | -   | -   | 12  | 19  |
| 3.   | Gary Anderson      | -   | 10  | -   | -   | 8   | 18  |
| 4.   | Michele Canevarolo | 6   | 7   | -   | -   | 5   | 18  |
| 5.   | Franco Marvulli    | 5   | -   | 6   | 2   | -   | 13  |

### Poursuite par équipes

#### Résultats
| Date            | Lieu   | Vainqueur                                                                                   | 2e                                                                                 | 3e                                                                      |
| --------------- | ------ | ------------------------------------------------------------------------------------------- | ---------------------------------------------------------------------------------- | ----------------------------------------------------------------------- |
| 21 mai 2000     | Moscou | Russie Denis Smyslov Vladimir Karpets Edouard Gritsoun Alexei Markov                        | Allemagne Jens Lehmann Christian Bach Sébastian Siedler Andreas Müller             | France Damien Pommereau Cyril Bos Philippe Ermenault Francis Moreau     |
| 28 mai 2000     | Cali   | Nouvelle-Zélande Timothy Carswell Gregory Henderson Lee Maxwell Vertongen Gary Anderson     | Australie Graeme Brown Brent Dawson Ashley Hutchinson Stephen Wooldridge           | États-Unis Dylan Casey Derek Bouchard-Hall Erin Hartwell Thomas Mulkey  |
| 18 juin 2000    | Mexico | Italie Mario Benetton Andrea Collinelli Mauro Trentini Ivan Quaranta                        | Pays-Bas John den Braber Jens Mouris Robert Slippens Wilco Zuijderwijk             | France Franck Perque Fabien Merciris Philippe Ermenault Julien Tejada   |
| 16 juillet 2000 | Turin  | Italie Adler Capelli Andrea Collinelli Mauro Trentini Cristiano Citton                      | Ukraine Alexandre Simonenko Sergiy Matveyev Lioubamyr Polotayko Olexander Fedenko  | Royaume-Uni Paul Manning Bryan Steel Christopher Newton Bradley Wiggins |
| 13 août 2000    | Ipoh   | Nouvelle-Zélande Brendon Mark Cameron Gregory Henderson Lee Maxwell Vertongen Gary Anderson | Pologne Grzegorz Mrozinski Robert Karsnicki Sebastian Jezierski Szymon Kurdynowski | Iran Amir Zargari Moussa Arbati Alireza Haghi Abbas Saeidi Tanha        |

#### Classement
| Pos. | Cycliste         | Mos | Cal | Mex | Tur | Ipo | Pts |
| 1.   | Italie           | 2   | 7   | 10  | 12  | -   | 31  |
| 2.   | Nouvelle-Zélande | -   | 12  | -   | -   | 12  | 24  |
| 3.   | France           | 8   | -   | 7   | 7   | -   | 22  |
| 4.   | Ukraine          | 7   | -   | -   | 10  | -   | 17  |
| 5.   | Pologne          | 6   | -   | -   | 1   | 10  | 17  |

### Course aux points

#### Résultats
| Date            | Lieu   | Vainqueur       | 2e                | 3e            |
| --------------- | ------ | --------------- | ----------------- | ------------- |
| 21 mai 2000     | Moscou | Lubor Tesař     | Franz Stocher     | Joan Llaneras |
| 28 mai 2000     | Cali   | Marlon Pérez    | Franz Stocher     | Glen Thompson |
| 18 juin 2000    | Mexico | Matthew Gilmore | Wilco Zuijderwijk | Adriano Baffi |
| 16 juillet 2000 | Turin  | Ho-Sung Cho     | Edouard Gritsoun  | Marlon Pérez  |
| 13 août 2000    | Ipoh   | Glen Thompson   | Jukka Heinikainen | Colby Pearce  |

#### Classement
| Pos. | Cycliste        | Mos | Cal | Mex | Tur | Ipo | Pts |
| 1.   | Marlon Pérez    | -   | 12  | -   | 8   | -   | 20  |
| -    | Glen Thompson   | -   | 8   | -   | -   | 12  | 20  |
| 3.   | Franz Stocher   | 10  | 10  | -   | -   | -   | 20  |
| 4.   | Ho-Sung Cho     | 7   | -   | -   | 12  | -   | 19  |
| 5.   | Matthew Gilmore | 2   | -   | 12  | 3   | -   | 17  |

### Américaine

#### Résultats
| Date            | Lieu   | Vainqueur                                | 2e                                                  | 3e                                        |
| --------------- | ------ | ---------------------------------------- | --------------------------------------------------- | ----------------------------------------- |
| 21 mai 2000     | Moscou | Danemark Jacob Filipowicz Jimmy Hansen   | Autriche Franz Stocher Roland Garber                | Belgique Matthew Gilmore Frank Corvers    |
| 28 mai 2000     | Cali   | Australie Ashley Hutchinson Graeme Brown | Nouvelle-Zélande Timothy Carswell Gregory Henderson | Autriche Franz Stocher Werner Riebenbauer |
| 18 juin 2000    | Mexico | Espagne Joan Llaneras Isaac Gálvez       | Italie Adriano Baffi Marco Villa                    | Suisse Kurt Betschart Bruno Risi          |
| 16 juillet 2000 | Turin  | Slovaquie Martin Liska Jozef Zabka       | Italie Silvio Martinello Marco Villa                | Belgique Matthew Gilmore Etienne De Wilde |
| 13 août 2000    | Ipoh   | Annulée                                  |                                                     |                                           |

#### Classement
| Pos. | Cycliste  | Mos | Cal | Mex | Tur | Ipo | Pts |
| 1.   | Italie    | -   | 4   | 10  | 10  | -   | 24  |
| 2.   | Autriche  | 10  | 8   | -   | 6   | -   | 24  |
| 3.   | Belgique  | 8   | -   | 7   | 8   | -   | 23  |
| 4.   | Slovaquie | 6   | -   | -   | 12  | -   | 18  |
| 5.   | Espagne   | 2   | -   | 12  | 1   | -   | 15  |

## Femmes

### 500 m

#### Résultats
| Date            | Lieu   | Vainqueur          | 2e                 | 3e                    |
| --------------- | ------ | ------------------ | ------------------ | --------------------- |
| 21 mai 2000     | Moscou | Cuihua Jiang       | Félicia Ballanger  | Svetlana Grankovskaia |
| 28 mai 2000     | Cali   | Lyndelle Higginson | Céline Nivert      | Nancy Contreras       |
| 18 juin 2000    | Mexico | Nancy Contreras    | Lyndelle Higginson | Ulrike Weichelt       |
| 16 juillet 2000 | Turin  | Félicia Ballanger  | Wang Yan           | Katrin Meinke         |
| 13 août 2000    | Ipoh   | Katrin Meinke      | Céline Nivert      | Szilvia Szabolcsi     |

#### Classement
| Pos. | Cycliste           | Mos | Cal | Mex | Tur | Ipo | Pts |
| 1.   | Nancy Contreras    | 6   | 8   | 12  | 3   | -   | 29  |
| 2.   | Félicia Ballanger  | 10  | -   | -   | 12  | -   | 22  |
| 3.   | Lyndelle Higginson | -   | 12  | 10  | -   | -   | 22  |
| 4.   | Katrin Meinke      | -   | -   | -   | 8   | 12  | 20  |
| 5.   | Céline Nivert      | -   | 10  | -   | -   | 10  | 20  |

### Vitesse individuelle

#### Résultats
| Date            | Lieu   | Vainqueur             | 2e                | 3e                     |
| --------------- | ------ | --------------------- | ----------------- | ---------------------- |
| 21 mai 2000     | Moscou | Svetlana Grankovskaia | Félicia Ballanger | Natalia Markovnichenko |
| 28 mai 2000     | Cali   | Lyndelle Higginson    | Tanya Lindenmuth  | Lori-Ann Muenzer       |
| 18 juin 2000    | Mexico | Lyndelle Higginson    | Tanya Lindenmuth  | Jennie Reed            |
| 16 juillet 2000 | Turin  | Félicia Ballanger     | Oksana Grichina   | Natalia Markovnichenko |
| 13 août 2000    | Ipoh   | Katrin Meinke         | Szilvia Szabolcsi | Wen Lu Yi              |

#### Classement
| Pos. | Cycliste               | Mos | Cal | Mex | Tur | Ipo | Pts |
| 1.   | Lyndelle Higginson     | -   | 12  | 12  | -   | -   | 24  |
| 2.   | Félicia Ballanger      | 10  | -   | -   | 12  | -   | 22  |
| 3.   | Tanya Lindenmuth       | -   | 10  | 10  | -   | -   | 20  |
| 4.   | Szilvia Szabolcsi      | -   | -   | 3   | 5   | 10  | 18  |
| 5.   | Natalia Markovnichenko | 8   | -   | -   | 8   | -   | 16  |

### Poursuite individuelle

#### Résultats
| Date            | Lieu   | Vainqueur                     | 2e                 | 3e                  |
| --------------- | ------ | ----------------------------- | ------------------ | ------------------- |
| 21 mai 2000     | Moscou | Leontien Zijlaard-van Moorsel | Marion Clignet     | Elena Tchalykh      |
| 28 mai 2000     | Cali   | Sarah Ulmer                   | Antonella Bellutti | Alayna Burns        |
| 18 juin 2000    | Mexico | Antonella Bellutti            | Kathryn Watt       | Anouska van der Zee |
| 16 juillet 2000 | Turin  | Marion Clignet                | Sarah Ulmer        | Olga Slyusareva     |
| 13 août 2000    | Ipoh   | Haijuan Zhao                  | Frances Newstead   | Nadejda Vlassova    |

#### Classement
| Pos. | Cycliste           | Mos | Cal | Mex | Tur | Ipo | Pts |
| 1.   | Antonella Bellutti | 7   | 10  | 12  | 7   | -   | 36  |
| 2.   | Marion Clignet     | 10  | -   | -   | 12  | -   | 22  |
| 3.   | Sarah Ulmer        | -   | 12  | -   | 10  | -   | 22  |
| 4.   | Kathryn Watt       | 5   | -   | 10  | -   | -   | 15  |
| 5.   | María Luisa Calle  | -   | 6   | 7   | -   | -   | 13  |

### Course aux points

#### Résultats
| Date            | Lieu   | Vainqueur           | 2e                    | 3e                    |
| --------------- | ------ | ------------------- | --------------------- | --------------------- |
| 21 mai 2000     | Moscou | Elena Tchalykh      | Marion Clignet        | Antonella Bellutti    |
| 28 mai 2000     | Cali   | Alayna Burns        | Antonella Bellutti    | Mandy Poitras         |
| 18 juin 2000    | Mexico | Anouska van der Zee | Belem Guerrero Mendez | Megan Troxell         |
| 16 juillet 2000 | Turin  | Olga Slyusareva     | Antonella Bellutti    | Teodora Ruano Sanchon |
| 13 août 2000    | Ipoh   | Frances Newstead    | Rochelle Gilmore      | Nadejda Vlassova      |

#### Classement
| Pos. | Cycliste              | Mos | Cal | Mex | Tur | Ipo | Pts |
| 1.   | Antonella Bellutti    | 8   | 10  | 7   | 10  | -   | 35  |
| 2.   | Belem Guerrero Mendez | -   | 7   | 10  | -   | -   | 17  |
| 3.   | Anouska van der Zee   | -   | -   | 12  | 4   | -   | 16  |
| 4.   | Alayna Burns          | -   | 12  | -   | -   | -   | 12  |
| -    | Frances Newstead      | -   | -   | -   | -   | 12  | 12  |
| -    | Olga Slyusareva       | -   | -   | -   | 12  | -   | 12  |
| -    | Elena Tchalykh        | 12  | -   | -   | -   | -   | 12  |